# Андреев, Михаил (советский футболист)
Михаи́л Е. Андре́ев (1916 — неизвестно) — советский футболист.
Играл за ленинградские команды «Динамо» (1933), «Большевик» (1937). В составе «Зенита» в чемпионате СССР 1938 года провёл 16 игр, забил три мяча.